# نوريكو ناكاياما
نوريكو ناكاياما (باليابانية: 中山紀子؛ بالكانا: なかやま のりこ) هي لاعبة كرة الريشة يابانية، ولدت في 30 مايو 1943 في كاكيغاوا في اليابان.

## روابط خارجية
- نوريكو ناكاياما على موقع اللجنة الأولمبية الدولية (الإنجليزية)
- نوريكو ناكاياما على موقع أوليمبيديا (الإنجليزية)